# Cipó-caboclo
O cipó-caboclo (Davilla rugosa - também se registam os sinónimos botânicos de Davilla brasiliana DC. e Davilla pilosa Miq.) é uma planta, trepadeira, lenhosa, de tamanho variável. É nativa do Brasil. É reputada como planta medicinal, com propriedades depurativas e estimulantes. As suas folhas são ásperas, com nervuras proeminentes na página inferior. As flores são amarelo-pálidas, com sépalas de 5 a 6 mm de comprimento e pétalas de 6 a 8 mm. os frutos têm a forma de cápsulas, inseridas entre duas sépalas internas, de cerca de 7 mm.

## Outros nomes vulgares
↑ A planta é ainda conhecida pelos seguintes nomes vulgares:
- Capa-homem
- Cipó-capa-homem
- Cipó-de-caboclo
- Cipó-de-carijó
- Cipó-vermelho
- Folha-de-lixa
- Lixa
- Lixeirinha
- Muiraqueteca
- Muirateteca
- Muraqueteca
- Sambaíba
- Sambaibinha

São observadas também muitas espécies com essas caracteristicas na região da Serra do Cipó em Minas Gerais, entretanto prescindem de comprovação científica á respeito de sua classificação dentro da botânica